# Green Clay Smith
Green Clay Smith (ur. 4 lipca 1826 w Richmond, zm. 29 czerwca 1895 w Waszyngtonie) – amerykański polityk, kandydat na prezydenta.

## Życiorys
Urodził się 4 lipca 1826 w Richmond, jako syn Johna Speeda Smitha. W czasie wojny amerykańsko-meksykańskiej służył w pierwszym regimencie ochotniczej piechoty stanowej i dosłużył się stopnia podporucznika. W 1849 roku ukończył Transylvania University w Lexington, a następnie studiował nauki prawne i po trzech latach został przyjęty do palestry. W latach 1861–1863 zasiadał w legislaturze stanowej Kentucky, a następnie zaangażował się wojnę secesyjną, w czasie której uzyskał stopień generała majora. W 1863 roku został wybrany do Izby Reprezentantów i zasiadał tam przez trzy lata, do czasu rezygnacji z urzędu. W latach 1866–1869 pełnił funkcję gubernatora terytorium Montany. Następnie przeniósł się do Waszyngtonu, gdzie został wyświęcony na pastora baptystycznego. W 1876 roku Partia Prohibicji wystawiła jego kandydaturę w wyborach prezydenckich. Uzyskał 6 743 głosów powszechnych. Zmarł 29 czerwca 1895 w Waszyngtonie.